# Lista comunelor din Vorarlberg
| - Alberschwende - Altach - Andelsbuch - Au | - Bartholomäberg - Bezau - Bildstein - Bizau - Blons - Bludenz - Bludesch - Brand - Bregenz - Fluh - Rieden - Buch - Bürs - Bürserberg | - Dalaas - Damüls - Doren - Dornbirn - Ebnit I - Ebnit II - Düns - Dünserberg |
| - Egg - Eichenberg | - Feldkirch - Altenstadt - Nofels - Tisis - Tosters - Fontanella - Frastanz - Frastanz I - Frastanz II, III - Fraxern - Fußach - Fussach | - Gaißau - Gaissau - Gaschurn - Göfis - Götzis                                |
| - Hard - Hittisau - Bolgenach - Hohenems - Hohenweiler - Höchst - Hörbranz                                                                                | - Innerbraz | - Kennelbach - Klaus - Klösterle - Koblach - Krumbach                         |
| - Langen bei Bregenz - Langen - Langenegg - Oberlangenegg - Unterlangenegg - Laterns - Lauterach - Lech - Lingenau - Lochau - Lorüns - Ludesch - Lustenau | - Mäder - Meiningen - Mellau - Mittelberg - Möggers | - Nenzing - Nüziders                                                          |
| - Raggal - Rankweil - Reuthe - Riefensberg - Röns - Röthis                                                                                                | - Sankt Anton im Montafon - St. Anton - Sankt Gallenkirch - St. Gallenkirch - Sankt Gerold - St. Gerold - Satteins - Schlins - Schnepfau - Schnifis - Schoppernau - Schröcken - Schruns - Schwarzach - Schwarzenberg - Sibratsgfäll - Silbertal - Sonntag - Stallehr - Sulz - Sulzberg | - Thüringen - Thüringerberg - Tschagguns                                      |
| - Übersaxen | - Vandans - Viktorsberg | - Warth - Weiler - Wolfurt                                                    |
| - Zwischenwasser | |                                                                               |